# Заготскот (Кировская область)
Заготскот — упразднённый в 1994 году посёлок в Шабалинском районе Кировской области России. Входил на год упразднения в состав Ленинского сельсовета. Ныне урочище на территории Ленинского городского поселения.

## География
Посёлок находился в западной части региона, в пределах Волжско-Ветлужской равнины, в подзоне южной тайги, при автодороге Р243.

## Климат
Климат характеризуется как континентальный, с продолжительной холодной снежной зимой и умеренно тёплым коротким летом. Среднегодовая температура — 1,6 °C. Средняя температура воздуха самого холодного месяца (января) составляет −13,8 °C; самого тёплого месяца (июля) — 17,5 °C . Безморозный период длится 89 дней. Годовое количество атмосферных осадков — 721 мм, из которых 454 мм выпадает в тёплый период.

## История
Снят с учёта Постановлением Думы Кировской области от 22.11.1994 № 7/54

## Инфраструктура
Было развито сельское хозяйство. Занимались жители заготовкой по госпоставкам от хозяйств района и закуп от населения крупно-рогатого скота, свиней.

## Транспорт
Доступен автомобильным транспортом.